# جبل قاسيون

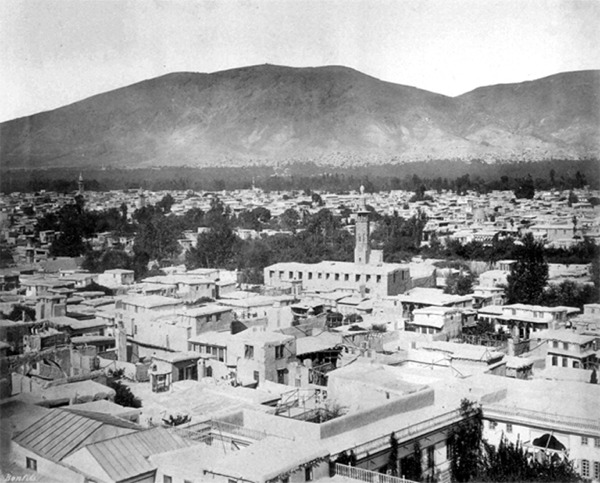
منظر لمدينة دمشق عام 1870 ويظهر جبل قاسيون في الخلفية

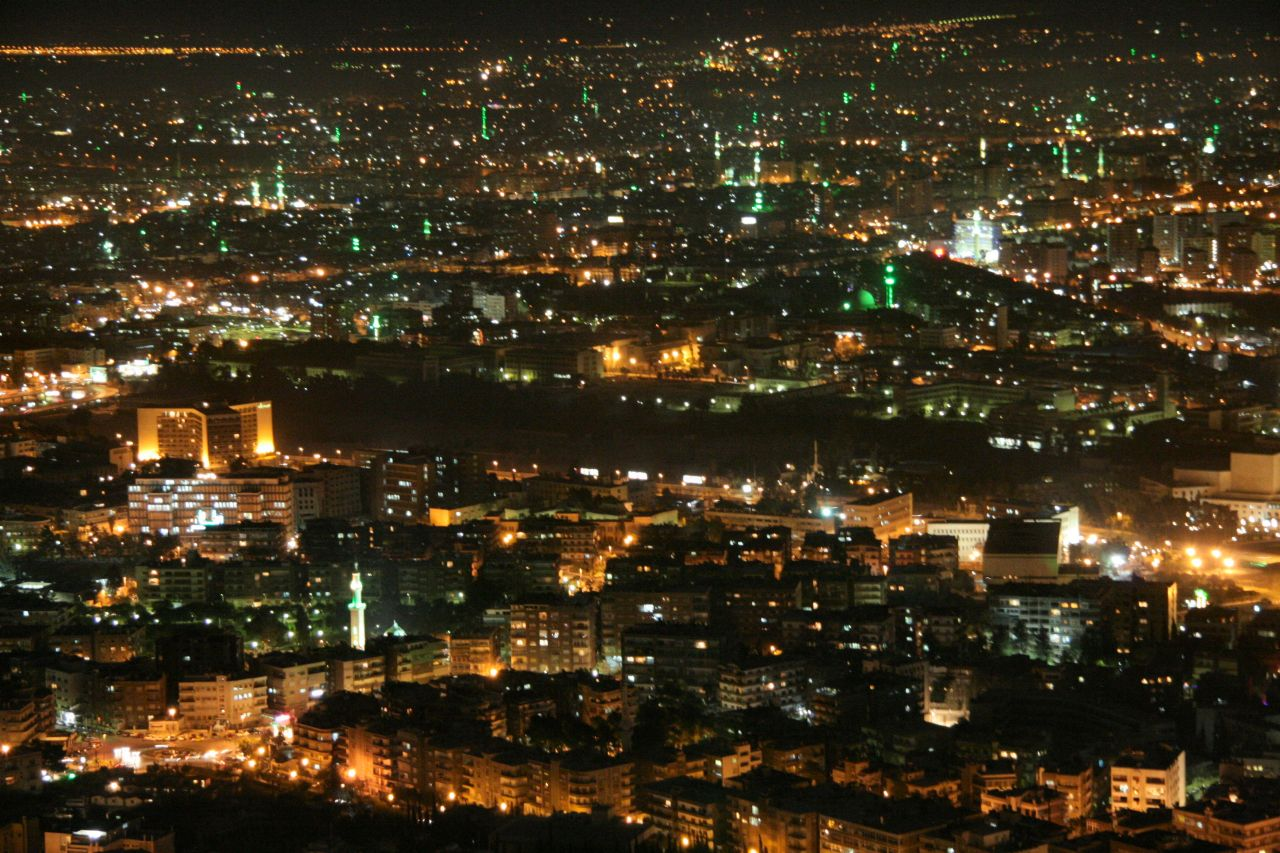
مشهد ليلي لمدينة دمشق من على سفح قاسيون

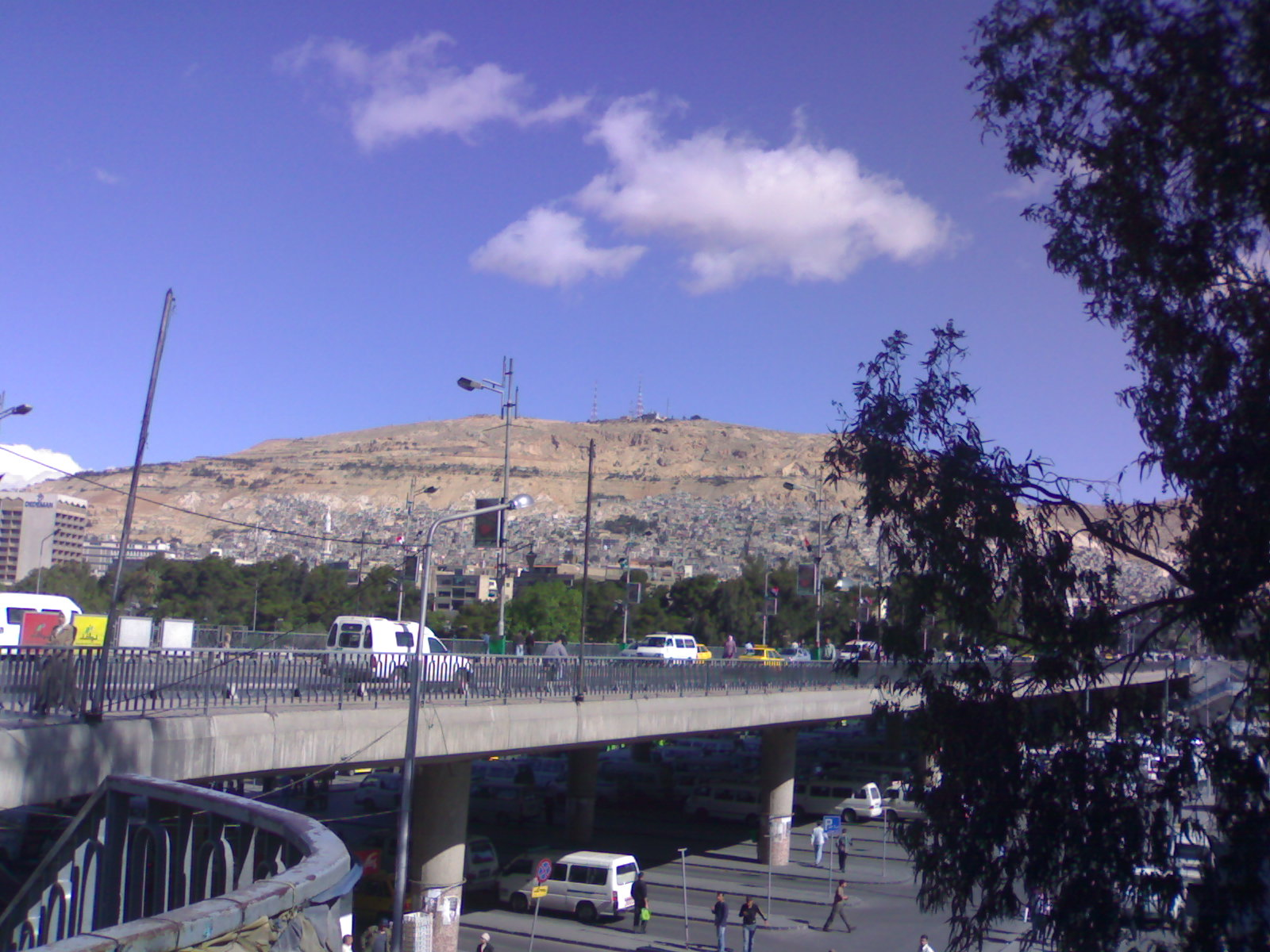
صورة لجبل قاسيون من جهة جسر الرئيس في دمشق

قاسِيُون، جبل يُشرف على مدينة دمشق عاصمة سوريا، يُعَدُّ امتدادًا جغرافيًّا لسلاسل الجبال السورية الغربية. بلغه النشاط العمراني في القرنين التاسع عشر والعشرين. تقع فيه بعضُ أحياء دمشق مثل حي المهاجرين، وحي ركن الدين، وحي أبو رمانة والشيخ محيي الدين وغيره.
ترتفع قمة جبل قاسيون أكثر من 1,150 متراً عن سطح البحر. توجد على قمة الجبل محطة لتقوية البث الإذاعي والتلفزيوني. يعد جبل قاسيون أحد أماكن التنزه والترفيه المحيطة بمدينة دمشق بإطلالته، إذ يمكن مشاهدة مدينة دمشق بالكامل منه. يقع على سفح الجبل من الجهة الجنوبية الغربية نصب الجندي المجهول في مكان مميز، تنتشر المتنزهات والمطاعم والمقاهي والإطلالات الجميلة التي تشرف على مدينة دمشق وعلى منطقة دُمَّر وغيرها، يحتوي أحد أهم المعالم المدينة الأثرية وهي مغارة الدم أو ما يسمى مقام الأربعين. يضم جبل قاسيون قبَّتين تاريخيتين، هما مبنى مرصد قاسيون (قبة السيار) الأثري على قمة جبل الجنك، وقبة النصر المُدمَّرة الآن.

## تاريخ
جبل قاسِيُون، بكسر السين المهملة، وضم الياء: الجبل المشرف على مدينة دمشق، فيه عدة مغارات وكهوف، في سفحه مقبرة أهل الصلاح، وهو الآن محلّة كبيرة ممتدّة في سفحه بها ترب وربط ومدارس وجامعان، يصلّى فيهما الجمعة، وبيمارستان، وسوق كبير، أول من سكن به المقادسة الذين هاجروا من بلاد القدس حين كان ملوكهم الفرنج قبل فتح صلاح الدين؛ فجاؤوا وسكنوا به، وسكن معهم بعد ذلك ناس.

## الحماية البيئية
يُعد جبل قاسيون موطنًا لنبات متوطن نادر يُعرف باسم السوسن الدمشقي، والذي لا يوجد في أي مكان آخر في العالم. ينمو هذا النبات على المنحدرات الشرقية الحادة للجبل، وعلى ارتفاعات شاهقة.
وعلى الرغم من عدم منح الحكومة السورية أي حماية رسمية لهذا النوع النباتي، إلا أن جزءًا من بيئته الطبيعية يقع داخل منطقة عسكرية مغلقة، قرب قاعدة الحرس الجمهوري في قاسيون، مما يمنع المدنيين من الوصول إليها.
كما أن انحدار التضاريس الشديد في تلك المنطقة يُعيق أي أنشطة عمرانية أو تنموية، مما يوفر حماية غير مباشرة للنبات. ومع ذلك، لا تزال السوسن الدمشقي تُصنّف ضمن قائمة الأنواع المهددة بالانقراض بدرجة حرجة، بسبب محدودية أماكن تواجدها وغياب جهود الحماية الفعلية.

## الأهمية الدينية

### مغارة الدم
من أشهر معالم جبل قاسيون هي مغارة الدم (مغارة الدماء)، التي تُحيط بها أساطير دينية متوارثة منذ قرون. يُقال إن آدم أول البشر قد سكن فيها، كما تُنسب إليها روايات عن إبراهيم وعيسى عليهما السلام بأنهما صليا فيها. غير أن الكتب التاريخية الإسلامية الوسيطة تشير إليها بشكل خاص باعتبارها الموقع الذي قتل فيه قابيل أخاه هابيل، وهو ما يجعلها – وفقًا لهذه الروايات – مكان أول جريمة قتل في تاريخ البشرية.
عُرفت المغارة منذ قرون طويلة بأنها مكان تُستجاب فيه الدعوات، وخصوصًا في أوقات الجفاف، حيث كان حكام دمشق يصعدون إلى هناك طلبًا للمطر. وبسبب واقعة القتل الأولى تلك، سُمّيت المغارة بـ"مغارة الدم".
وفق المعتقدات الصوفيّة، يُعتقد أن جبل قاسيون يحوي محاريب الأربعين وليًا المعروفين بـ"البدلاء" الذين يُقال إنهم يُحيون صلاة قيام الليل فيه كل ليلة. وقد بُني مسجد صغير فوق مغارة الدم يحتوي على هذه المحاريب.[بحاجة لمصدر]

### مغارة الجوع
أسفل مغارة الدم، توجد مغارة أخرى تُعرف باسم مغارة الجوع (مغارة الجوعى). وتتعدد الروايات حولها، إذ يقول بعضهم إن أربعين وليًا ماتوا فيها جوعًا، فيما أشار المؤرخ علي الهروي في القرن الثالث عشر إلى أن الناس كانت تقول إن أربعين نبيًا ماتوا فيها جوعًا. اليوم، لم تعد المغارة مرئية بسبب البناء العمراني الذي غطّاها، لكن لا يزال الموقع يُعرف محليًا باسم "الجيِّوعية" أي مكان الجياع. [بحاجة لمصدر]

### مغارة أصحاب الكهف
على جانب آخر من جبل قاسيون توجد مغارة أخرى تُعرف محليًا بأنها كهف أصحاب الكهف، الذين ورد ذكرهم في المصادر المسيحية المبكرة، وكذلك في القرآن الكريم في سورة الكهف، حيث يُعرفون بـ"أصحاب الكهف". إلا أن هذا الادعاء محلّ تشكيك واسع، إذ توجد عدة كهوف في المنطقة تدّعي هذا النسب. وقد بُنيت مدرسة دينية (مدرسة شرعية) فوق المغارة، إلا أن الحجاج لا يزال يُسمح لهم بالدخول إليها.